# Resolució 2096 del Consell de Seguretat de les Nacions Unides
La Resolució 2096 del Consell de Seguretat de les Nacions Unides fou adoptada per unanimitat el 19 de març de 2013. Després d'observar les resolucions anteriors sobre l'Afganistan, el Consell va renovar el mandat de la Missió d'Assistència de les Nacions Unides a l'Afganistan per un any fins al 19 de març de 2014.
L'objectiu de la missió era donar suport a les autoritats afganeses per assumir la governança i la responsabilitat del país. La missió també coordinava l'assistència internacional a l'Afganistan, recolzava el procés de transició i va ajudar a organitzar les eleccions d'abril de 2014. El Consell va assenyalar que corresponia al govern afganès garantir eleccions democràtiques i reformes electorals. El juliol de 2012, es va establir la data de les eleccions (presidencials) pel 5 d'abril de 2014 mitjançant presidencial.
El Consell també va assenyalar que l'OTAN continuaria treballant amb els serveis de seguretat de l'Afganistan després del final del període de transició del 2014. També es va estipular que, almenys, a partir del 2024, el país hauria de finançar completament aquests serveis de seguretat.